# Truelle et Compagnie

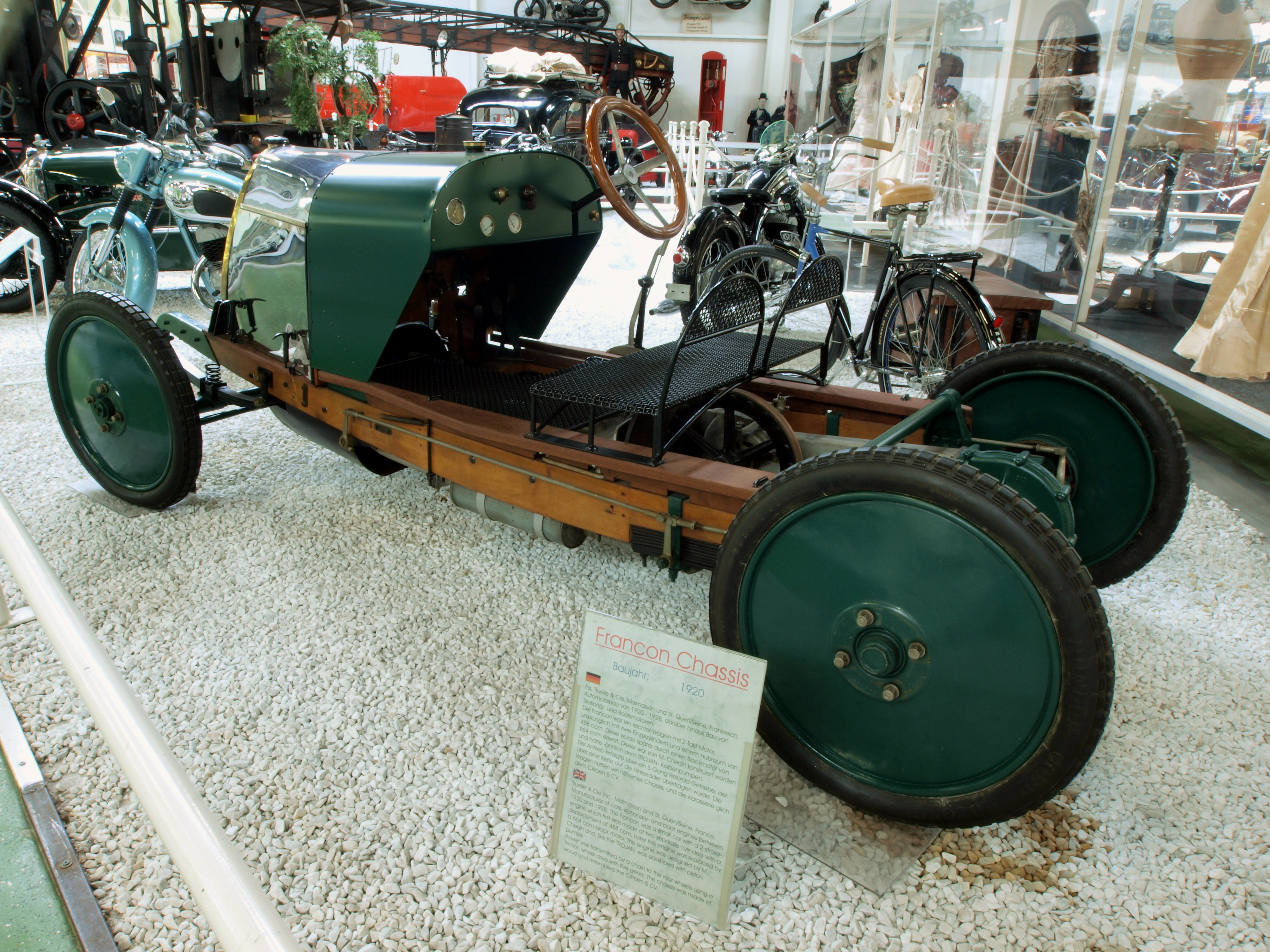
Françon im Auto- und Technikmuseum Sinsheim

Truelle et Compagnie war ein französischer Hersteller von Automobilen.

## Unternehmensgeschichte
Das Unternehmen aus Rueil-Malmaison begann 1922 mit der Produktion von Automobilen. Der Markenname lautete Françon. Konstrukteur war ein Herr Chedru. 1925 erfolgte der Umzug nach Saint-Ouen. 1926 endete die Produktion.

## Fahrzeuge
Das einzige Modell war ein Kleinwagen. Für den Antrieb sorgte ein wassergekühlter Zweizylinder-Zweitaktmotor. Anfangs betrug der Hubraum 458 cm³. Ab 1923 kam ein überarbeiteter Motor mit 664 cm³ Hubraum und 14 PS Leistung zum Einsatz. Damit betrug die Höchstgeschwindigkeit 64 km/h. Die offene Karosserie bot Platz für drei Personen.